# Tracheïtis
Tracheïtis is een ontsteking van de trachea (luchtpijp). Vaak is de tracheïtis een onderdeel van een ontsteking elders in de luchtwegen, zoals bronchitis of griep. Als de ontsteking zowel in de luchtpijp als de bronchi voorkomt, spreekt men over tracheobronchitis. De ontsteking wordt meestal veroorzaakt door een infectie met verschillende micro-organismen en komt vooral voor bij kinderen.
Als de slijmvliezen in de keel ook geïnfecteerd raken (laryngotracheobronchitis), zwellen de wanden van de luchtwegen op. Dit kan bij kleine kinderen tot verstikking leiden.

## Oorzaken
Acute tracheïtis kan worden veroorzaakt door micro-organismen zoals virussen en bacteriën. Bij virale infecties, die het meest voorkomen, gaat het meestal om infecties met een groep virussen die ‘rinovirussen’ worden genoemd, of om het griepvirus (influenzavirus). De meest voorkomende bacteriële infectie van de luchtpijp wordt veroorzaakt door de bacterie Staphylococcus aureus.

## Symptomen
De eerste verschijnselen van een acute tracheïtis zijn hoesten, hoge koorts en een pijnlijke keel. Ook een hese stem en kortademigheid kunnen tot de symptomen behoren.

## Behandeling
Een bacteriële tracheïtis wordt behandeld met antibiotica.

## Complicaties
Bij kinderen kan een acute tracheïtis ernstig verlopen doordat de luchtwegen verstopt raken, waardoor de ademhaling kan stoppen en ten slotte ook het hart. Als de infectie door bacteriën wordt veroorzaakt, kan de patiënt in een shocktoestand raken door de giftige stoffen die de bacteriën afgeven. Dit komt vooral voor bij Stafylococcus-bacteriën. Ook een longontsteking kan een complicatie bij tracheïtis zijn.